# Ефимов, Иван Ефимович (генерал-майор)
Ива́н Ефи́мович Ефи́мов (1916—2004) — советский и российский учёный, генерал-майор, доктор технических наук, профессор.

## Биография
Выпускник Инженерно-технической академии связи им. В. Н. Подбельского 1938 года.
В 1967—1970 годах заведующий кафедрой микроэлектроники Московского института электронной техники (МИЭТ).
В 1970—1987 годы ректор Московского электротехнического института связи (МЭИС).
В 1980-х годах был помощником начальника Главного политического управления Советской Армии и Военно Морского Флота по комсомольской работе.
Похоронен в Зеленограде, на Центральном Зеленоградском кладбище.